# Литвинов, Василий Матвеевич
Василий Матвеевич Литвинов (1925—2012) — советский и российский литературовед, литературный критик и поэт. 

## Биография
Родился 1 января 1925 года в Шептуховке Ростовской области. В 1951 окончил ЛГУ (учился на филологическом факультете, но упоминается также в списке выпускников факультета журналистики). Писал статьи о советских писателях, рассказы и заметки. Так, его перу принадлежат тексты «Плата за талант: идущим в литературу посвящается» и «Характер — это судьба: заметки литературного критика». Из более крупных произведений автора известны монографии «Ал. Алтаев» (1961), «Время и судьбы» (1962) и «Писатель начинается…» (1966), книга «Трагедия Григория Мелехова („Тихий Дон“ М. Шолохова)» (1965, 2 изд. 1966).
Многие годы работал в "Новом мире". Последнее рабочее место - заведующий отделом критики в газете "Литературные новости" (1992-1994).
В автобиографии Владимира Сергеевича Бушина «Я посетил сей мир. Из дневника фронтовика» упоминается написание Литвиновым статьи о Шолохове для словаря «Русские писатели XX века». Бушин критикует как её содержание (тезис о «попытке приручения» Шолохова Сталиным и написании им в ответ «Тихого Дона», а также о критике коммунизма, якобы вложенной автором в уста некоторых героев «Поднятой целины»), так и многолетнюю литературоведческая деятельность самого В. М. Литвинова. Стоит, однако, отметить противоречивость фигуры самого Бушина и наличие у него взглядов и мировоззрения, возможно, повлиявших на эти оценки.